# Meridionale
Genre
Meridionale est un genre de pycnogonides de la famille des Callipallenidae.

## Liste des espèces
Selon World Register of Marine Species (29 avril 2021) :
- Meridionale ambigua (Stock, 1956)
- Meridionale brevicephala (Staples, 2008)
- Meridionale chevron (Staples, 2007)
- Meridionale constricta (Arango & Brenneis, 2013)
- Meridionale difficile (Arango, 2009)
- Meridionale dubia (Clark, 1963)
- Meridionale flava (Arango & Brenneis, 2013)
- Meridionale gracilis (Arango & Brenneis, 2013)
- Meridionale harrisi (Arango & Brenneis, 2013)
- Meridionale inflata (Staples, 2005)
- Meridionale laevis (Hoek, P.P.C., 1881)
- Meridionale pachycheira (Haswell, 1885)
- Meridionale reflexa (Stock, 1968)
- Meridionale tasmania (Arango & Brenneis, 2013)
- Meridionale watsonae (Staples, 2004)

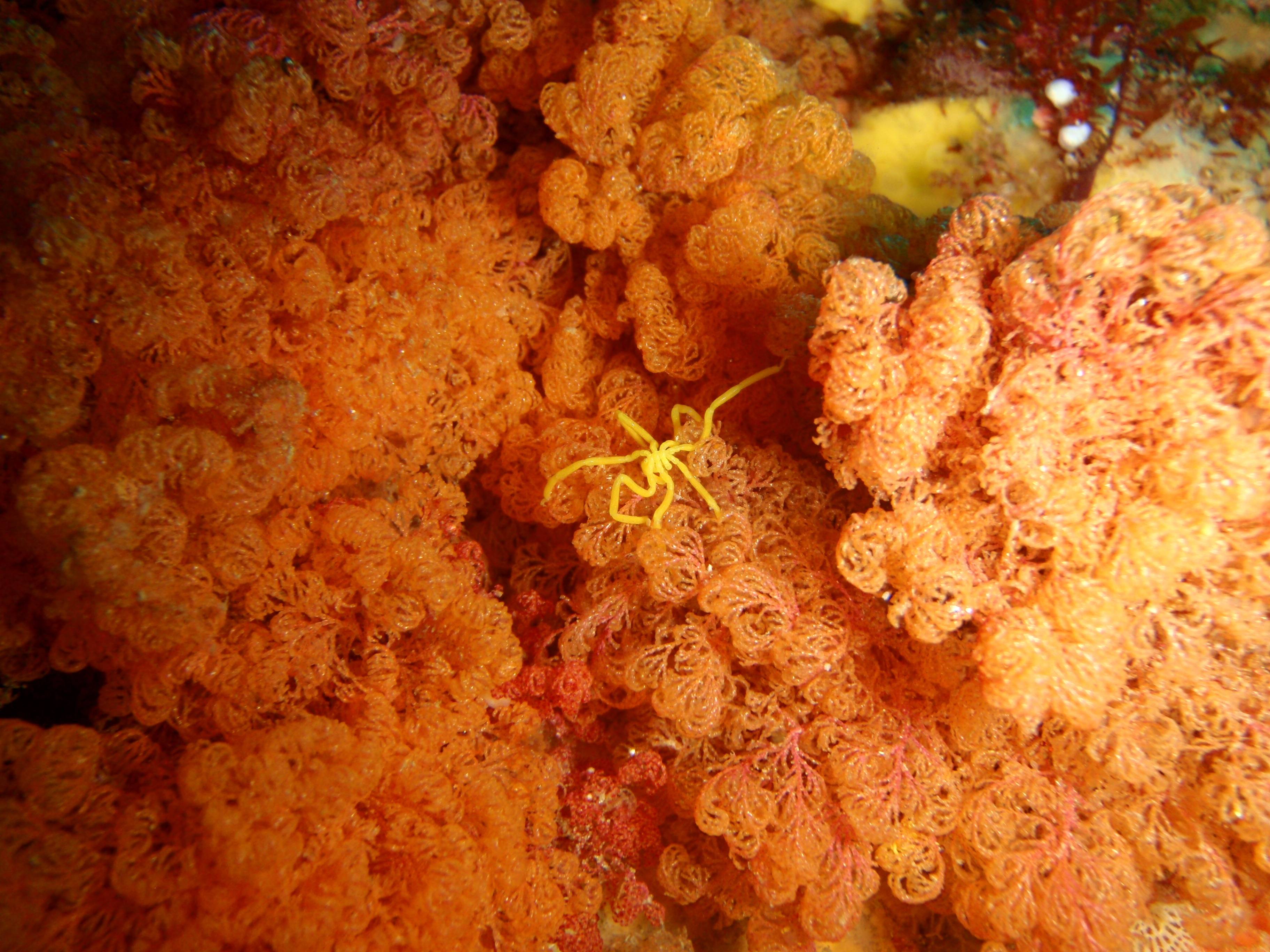
Meridionale ambigua.
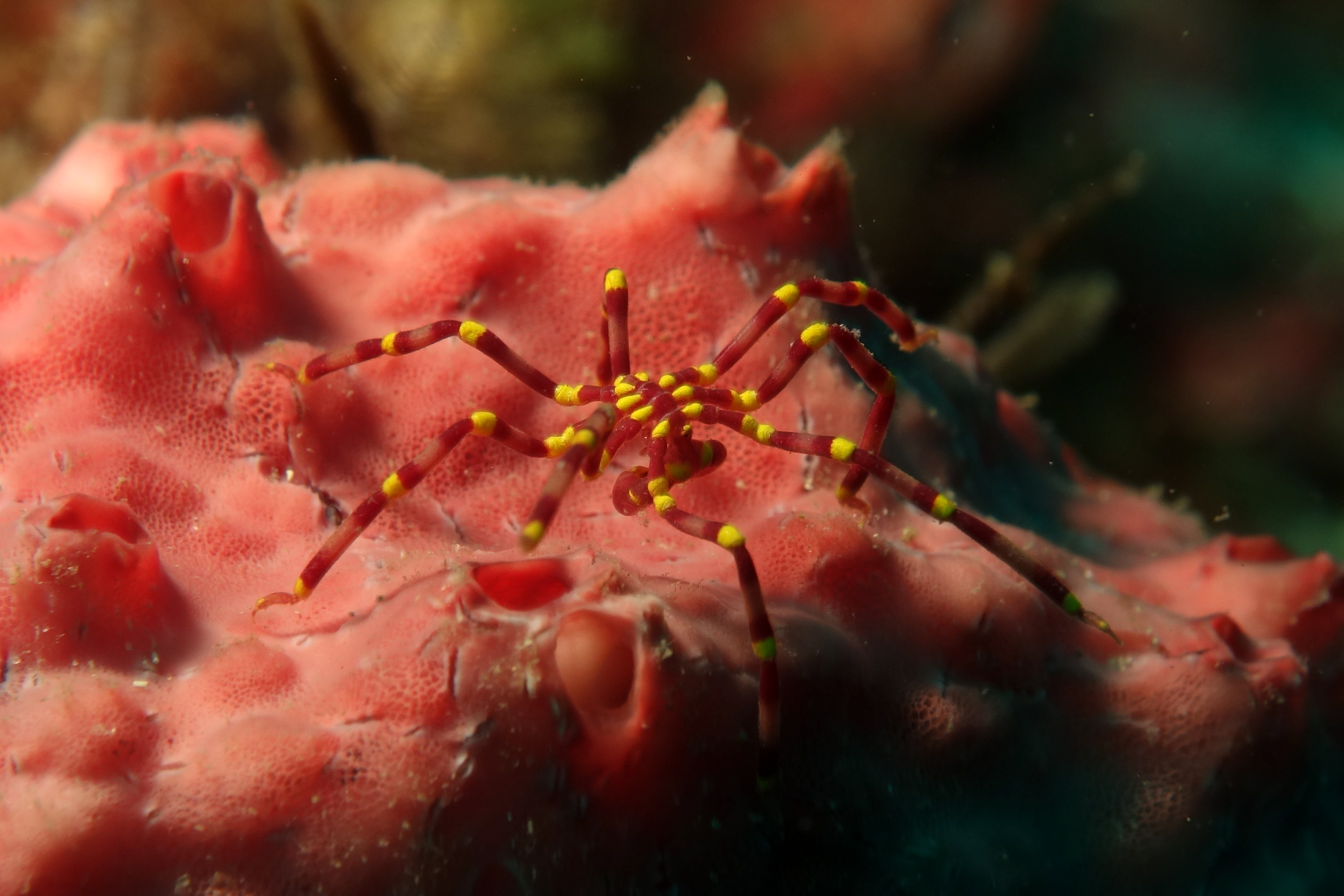
Meridionale harrisi.

## Publication originale
- (en) David A. Staples, « A revision of the callipallenid genus Pseudopallene Wilson, 1878 (Pycnogonida, Callipallenidae) », Zootaxa, Magnolia Press (d), vol. 3765, no 4,‎ 19 février 2014, p. 339–359 (ISSN 1175-5334 et 1175-5326, OCLC 49030618, PMID 24870905, DOI 10.11646/ZOOTAXA.3765.4.3).